# Levi Fiehler
Levi Fiehler (* in Juneau, Alaska) ist ein US-amerikanischer Schauspieler.

## Leben
Fiehler wurde in Juneau geboren und wuchs dort auf. Dort wurde er zum Schauspieler am Perseverance Theatre ausgebildet. Sein Fernsehschauspieldebüt gab er 2008, als er bis 2009 in der Fernsehserie In the Moment in der Rolle des Adam mitwirkte. 2009 gab er sein Spielfilmdebüt in Moonshine Inc. Es folgten weitere Besetzungen in Kurz- und Spielfilmproduktionen und er war in einer Episode der Fernsehserie Valley Fever zu sehen. 2012 war er in 15 Episoden der Fernsehserie Fetching in der Rolle des Matt zu sehen. Von 2016 bis 2017 spielte er in der Fernsehserie The Fosters mit. Seit 2021 stellt er in der Fernsehserie Resident Alien die Rolle des Bürgermeisters Ben Hawthorne dar.

## Filmografie (Auswahl)
- 2008–2009: In the Moment (Fernsehserie, 4 Episoden)
- 2009: Moonshine Inc.
- 2010: Puppet Master: Axis of Evil
- 2011: Thank You Mr. President (Kurzfilm)
- 2011: Wolf Town
- 2011: Waffles (Kurzfilm)
- 2011: Valley Fever (Fernsehserie, Episode 1x01)
- 2011: Monty (Kurzfilm)
- 2012: The First Ride of Wyatt Earp (Wyatt Earp’s Revenge)
- 2012: Fetching (Fernsehserie, 15 Episoden)
- 2012: Breaking Night (Kurzfilm)
- 2012: Emily Owens (Emily Owens, M.D., Fernsehserie, Episode 1x02)
- 2012: A Christmas Wedding Date (Fernsehfilm)
- 2013: Crosshairs
- 2013: Summoned (Fernsehfilm)
- 2013: Twisted Tales (Fernsehserie, Episode 1x07)
- 2013: Dear Secret Santa (Fernsehfilm)
- 2014: ETXR
- 2014: Ray Donovan (Fernsehserie, Episode 2x03)
- 2014: Murder Bullet (Kurzfilm)
- 2015: CSI: Vegas (CSI: Crime Scene Investigation, Fernsehserie, Episode 15x15)
- 2015: Glitch
- 2016: Murder in the First (Fernsehserie, Episode 3x09)
- 2016: Diagnosis Delicious (Fernsehfilm)
- 2016: The Picture (Fernsehserie, Episode 1x01)
- 2016–2017: The Fosters (Fernsehserie, 5 Episoden)
- 2017: Mission Control (Fernsehfilm)
- 2018: SEAL Team (Fernsehserie, Episode 1x18)
- 2018: Code Black (Fernsehserie, Episode 3x10)
- 2018: Mars (Fernsehserie, 4 Episoden)
- 2021–2025: Resident Alien (Fernsehserie)